# Samana (Ägypten)
Koordinaten: 30° 47′ N, 31° 51′ O
Es-Samana ist ein Ort im nordöstlichen Nildelta in Ägypten, etwa 15 km nordöstlich der Stadt Faqûs gelegen. Der Ort liegt auf einer erhöhten Fläche, einer sog. Gezira, etwa 2,5 km östlich des Ortes Qantîr, wo das Zentrum der ramessidischen Hauptstadt Ägyptens zu vermuten ist.
In ramessidischer Zeit gehörte der Bereich des heutigen Ortes zum erweiterten Stadtgebiet der Ramsesstadt Pi-Ramesse.

## Geschichte
Die früheste nachweisbare Besiedlung gehört in die ramessidische Zeit. Im Zuge der Auflassung von Pi-Ramesse am Ende des Neuen Reichs wurde offensichtlich der Bereich von Samana verlassen, wenngleich es durchaus wahrscheinlich ist, dass sich hier im Laufe der Zeit ländliche Siedlungen befunden haben, da die Lage auf der Gezira siedlungsgünstig ist und das Land in der Umgebung fruchtbar.
Das heutige Dorf ist erst in der zweiten Hälfte des 19. Jahrhunderts entstanden. Die Bevölkerung besteht überwiegend aus sesshaft gewordenen Beduinen, die noch bis in das 20. Jahrhundert hinein kaum feste Häuser errichtet hat, sondern zum Teil dauerhaft in Zelten wohnte.

## Erforschung
Das einzige heute noch vorhandene antike Monument ist ein Brunnen Ramses’ II., der 2000/2001 vom Grabungsteam des Hildesheimer Roemer- und Pelizaeus-Museums unter der Leitung des Ägyptologen Edgar B. Pusch ausgegraben wurde. Darüber hinaus gibt es Berichte des späten 19. Jahrhunderts, dass es zu dieser Zeit noch sichtbare Reste auch von steinernen Bauten gegeben habe. Noch in den 1960er Jahren waren Areale mit Steinsplittern übersät. Vereinzelte Funde von Grabbeigaben, die von Einwohnern des Ortes gemacht wurden deuten weiterhin darauf, dass es hier möglicherweise Friedhofsareale gegeben haben könnte.
Die strategisch gute Lage im Nordosten der Ramsesstadt und die Tatsache, dass eine Gezira nicht für die Landwirtschaft geeignet ist, macht es darüber hinaus nicht unwahrscheinlich, dass hier militärische Anlagen gestanden haben.